# Tomáš Vačkář
Tomáš Vačkář (31. července 1945 Praha – 2. května 1963 tamtéž) byl český hudební skladatel.

## Život
Pocházel z hudební rodiny. Otec Tomáše Vačkáře byl Dalibor C. Vačkář, hudební skladatel, autor filmové hudby (Pyšná princezna, Anděl na horách, Dovolená s Andělem, aj.). Děd Václav Vačkář, taktéž hudební skladatel a první trumpetista České filharmonie. Bratr Martin je japanolog, spisovatel a scenárista (autor divadelních her Má férová Josefína, Muži v offsidu, Zločin v Posázavsém Pacifiku, aj.).
Studoval na Pražské konzervatoři u Emila Špačka hru na bicí nástroje, hru na klavír u Berty Kabeláčové-Rixové a skladbu u Zdeňka Hůly. Tvořil v rozmezí tří let (1960–1963) pod dohledem svého otce, který jeho skladby také redigoval. Po dokonečení školy, tři měsíce před 18. narozeninami, spáchal sebevraždu.

## Výběr z díla
- Ad libitum (Sonatina pro klavír)
- Ad libitum (Concertino capriccioso pro flétnu, kytaru a marimbu)
- Perspektivy (10 skladeb pro klavír, 1963)
- Requiem (zůstalo nedokončeno)
- Concertino Recitativo
- Tři dopisy dívkám (Písně na slova studentské poesie pro střední hlas a orchestr, také v úpravě pro zpěv a klavír)
- Metamorfózy
- Sedm zamyšlení (Scherzo melancolico pro orchestr)
- Teenagers (klavír)